# Kirche Jurgaitschen
Die Kirche Jurgaitschen (1939 bis 1946: Kirche Königskirch, russisch Кирха Юргайтшена Kircha Jurgajtschena) ist eine zwischen 1841 und 1845 errichtete Hallenkirche (Basilika) aus Ziegeln ohne Turm und war bis 1945 Gotteshaus für die evangelischen Bewohner im Kirchspiel des einst ostpreußischen und heute Kanasch genannten Dorfes in der russischen Oblast Kaliningrad (Gebiet Königsberg [Preußen]).

## Geographische Lage
Das heutige Kanasch liegt südwestlich der Kreisstadt Neman (Ragnit) an einer Nebenstraße (27K-186), die Schilino (Szillen, 1936 bis 1946 Schillen) mit Nowokolchosnoje (Sandlauken, 1938 bis 1946 Sandfelede) an der russischen Fernstraße A 216 (einstige deutsche Reichsstraße 138, heute auch Europastraße 77) verbindet. Die nächste Bahnstation ist Artjomowka (Argeningken-Graudszen, 1938 bis 1946 Argenhof) an der – augenblicklich nicht betriebenen – Bahnstrecke Tschernjachowsk–Sowetsk (Insterburg–Tilsit).
Das Kirchengebäude steht im nordwestlichen Ortsbereich südlich der Straße nach Nowokolchosnoje.

## Kirchengebäude
Schon während der Regierungszeit des preußischen Königs Friedrich Wilhelm I. war erwogen worden, Jurgaitschen zu einem Kirchdorf zu erheben, um damit den Erfordernissen einer besseren kirchlichen Betreuung der Bevölkerung zu entsprechen. In einem Verzeichnis von Plänen für Kirchbauten in Preußen 1723–1737 wird bei dem Ambt Ragnit unter den Namen der Örter und Dörfer, wo die Kirche zu erbauen sei, der Name Jurgaitschen aufgeführt, die Filial von Zhillen (Szillen) seyn soll, die von der Matre eine starke Meile ab lieget. Der König schenkte der Gemeinde für den Bau der Kirche fünf Hufen Land.
Es sollte allerdings noch hundert Jahre dauern, bis es zur Gründung einer Kirche kam: am 1. Juni 1841 fand die Grundsteinlegung für die Errichtung des Gotteshauses statt, an deren Zeremonie König Friedrich Wilhelm IV. persönlich teilnahm. In den Folgejahren entstand ein turmloses, in Basilikaform errichtetes Backsteingebäude mit hohen Fenstern an beiden Seiten. Im Juli 1845 fand die Einweihung der Kirche statt.
Der Kircheninnenraum wirkte überhöht, was vor allem den doppelten Seitenemporen geschuldet war. Der nischenförmige Altarraum war rechteckig und gewölbt, während im Übrigen die Decken flach gehalten waren. Der Altar war schlicht und hatte keinen Aufsatz. Die Kanzel stand erhöht in der linken Ecke der Altarnische. Über dem Altarraum befand sich ein Schriftzug mit dem Engelruf aus der Geburtsgeschichte Jesu: Ehre sei Gott in der Höhe!.
Bei der Orgel handelte es sich um ein zweimanualiges Werk mit 16 Stimmen. Sie stammte aus der Zeit des Kirchenbaus. Das Geläut der Kirche bestand aus zwei Glocken.
In den Jahren 1933/1934 fanden in und an der Kirche Renovierungsarbeiten statt.
Durch den Zweiten Weltkrieg kam das Kirchengebäude unversehrt – bis auf ein beschädigtes Dach. Aufgrund langjährig fehlender Folgenutzung stürzte das Dach ein und das Mauerwerk insgesamt begann zu verfallen. Als man sich entschloss, das Gebäude als Lagerhalle für landwirtschaftliche Erzeugnisse zu nutzen, wurden die Mauern bis zum Fries abgetragen und das Gebäude mit einem neuen Dach versehen. Der Innenraum wurde ausgeräumt und mit zwei Zwischenböden versehen, das Eingangsportal zugemauert.
Das ehemalige Kirchengebäude steht jetzt unter Denkmalschutz. Eine kirchliche Nutzung ist ungewiss und nicht in Sicht. Im Jahre 1995 – im 150. Jahr des Bestehens der Kirche – konnte nur ein stilles Gedenken von ehemaligen Kirchspielbewohnern vor „ihrer“ Kirche stattfinden.

## Kirchengemeinde
War die Kirche Jurgaitschen ursprünglich als Tochtergemeinde der Kirche Szillen (1938 bis 1946: Schillen, russisch: Schilino) geplant, so entschied man sich 1845 mit der Einweihung der Kirche zur Gründung eines eigenen Kirchspiels Jurgaitschen. Immerhin zählte die neue Parochie bereits bei der Gründung etwa 6.000 Gemeindeglieder, davon 2.000 litauischer Sprache. Die Gottesdienste fanden in Deutsch und in Litauisch jeweils zu unterschiedlichen Terminen statt. Das Kirchspiel Jurgaitschen bestand aus mehr als 50 Dörfern, Ortschaften und Wohnplätzen, von denen die Hälfte vorher zur Kirche Szillen, die übrigen zur Kirche Heinrichswalde und zur Parochie Tilsit-Land gehörten. Im Kirchspielgebiet gab es zwölf Schulen.
Das Kirchenpatronat oblag dem preußischen König und wurde nach 1920 von staatlichen Stellen wahrgenommen. Im Jahr 1925 zählte das Kirchspiel Jurgaitschen 5721 Gemeindeglieder. 1933 fand die letzte Generalkirchenvisitation im Kirchenkreis unter Einschluss von Jurgaitschen statt.
Das Kirchspiel Jurgaitschen war Teil des Kirchenkreises Ragnit. Mit der Einrichtung des Landkreises Tilsit-Ragnit im Jahre 1920 wurden die beiden Kirchenkreise Tilsit und Ragnit zusammengelegt und es entstand der mit 14 Gemeinden größte Kirchenkreis der Kirchenprovinz Ostpreußen der Kirche der Altpreußischen Union. Zwecks angemessenerer kirchlicher Versorgung hat man den Kirchenkreis in zwei Superintendenturbezirke (Diözesen) aufgeteilt. Jurgaitschen kam zur Diözese Tilsit im Kirchenkreis Tilsit-Ragnit.
Im Jahre 1938 erhielt der Ort Jurgaitschen und damit auch die Kirche aus ideologisch-politischen Gründen den neuen Namen „Königskirch“. Mit dieser Umbenennung wurde auf die Anwesenheit des Königs 1841 bei der Grundsteinlegung der Kirche im Jahre 1841 Bezug genommen.
Flucht und Vertreibung der einheimischen Bevölkerung im Zusammenhang des Zweiten Weltkrieges sowie die nachfolgende antikirchliche Religionspolitik der Sowjetunion brachten das kirchliche Leben im heutigen Kanasch zum Erliegen.
In den 1990er-Jahren entstanden in der Region zwei neue evangelisch-lutherische Gemeinden, in deren Einzugsgebiet der Ort heute liegt: in Slawsk (Heinrichswalde) und in Bolschakowo (Groß Skaisgirren, 1938 bis 1946 Kreuzingen). Sie gehören zur Propstei Kaliningrad der Evangelisch-lutherischen Kirche Europäisches Russland.

### Kirchspielorte
Seit seiner Gründung im Jahre 1845 bis zum Kriegsende 1945 bestand das Kirchspiel Jurgaitschen/Königskirch neben dem Pfarrort noch aus 52 Dörfern, kleinen Orten und Wohnplätzen:
| Name                                                      | Änderungsname 1938 bis 1946 | Russischer Name            |                                      | Name            | Änderungsname 1938 bis 1946 | Russischer Name |
| --------------------------------------------------------- | --------------------------- | -------------------------- | ------------------------------------ | --------------- | --------------------------- | --------------- |
| Alloningken                                               | Allingen                    |                            |                                      | Kluickschwethen | Klugwettern                 |                 |
| Argeningken-Graudszen, 1936–1938: Argeneingken-Graudschen | Argenhof                    | Artjomowka                 | Krauleiden                           | Krauden         |                             |                 |
| Birkenwalde                                               |                             | Kljuschino                 | Kühlen                               |                 |                             |                 |
| Budupönen                                                 | Freihöfen                   |                            | Lappienen, Forst                     |                 | Obrutschewo                 |                 |
| Freihof                                                   |                             |                            | Laugallen                            | Martinsrode     |                             |                 |
| Gaidwethen                                                | Geidingen                   |                            | *Lieparten                           |                 | Loparjowo                   |                 |
| *Giggarn                                                  | Girren                      | Duminitschi                | Odaushöfchen                         |                 |                             |                 |
| Giggarn-Skerswethen                                       | Garnen                      |                            | Osznaggern, 1936–1938: Oschnaggern   | Aggern          | Kamyschewka                 |                 |
| Groß Brettschneidern                                      | Brettschneidern             | Grusdewo                   | *Papuschienen                        | Paschen         |                             |                 |
| *Groß Dummern                                             | Groß Ostwalde               | Schepetowka                | Puppen                               | Puppen A        |                             |                 |
| *Groß Ischdaggen                                          | Großroden                   |                            | Sandlauken                           | Sandfelde       | Nowokolchosnoje             |                 |
| Groß Oszkinnen, 1936–1938: Groß Oschkinnen                | Großossen                   | Ostaschewo                 | Schacken-Jedwillen                   | Feldhöhe        | Jermolowo                   |                 |
| Groß Skattegirren, 1928–1938: Skattegirren                | Groschenweide               | Urotschischtsche Otradnoje | Schaulwethen                         | Lichtenhöhe     | Scheweljowo                 |                 |
| Groß Wingsnupönen                                         | Großwingen                  | Obrutschewo                | Schillgallen-Kauschen                | Fichtenende     | Kaschirino                  |                 |
| Kaiserau                                                  |                             |                            | Schillkojen                          | Auerfließ       | Schepetowka                 |                 |
| Kattenuppen                                               | Kattensteig                 |                            | *Schillupischken                     | Fichtenfließ    | Schilowo                    |                 |
| Kaukweth-Kludszen, 1936–1938: Kaukweth-Kludschen          | Raunenwalde                 | Kitowo                     | *Seikwethen                          | Ulmental        | Saizewo                     |                 |
| Kaukwethen                                                | Raunenhof                   |                            | *Skambracken                         | Brakenau        | Chochlowo                   |                 |
| Kellmienen                                                | Kellen (Ostpr.)             | Obrutschewo                | *Skardupönen                         | Scharden        | Scherstjowo                 |                 |
| Kermuscheiten                                             | Kermen                      |                            | Skeppetschen                         | Ellerngrund     |                             |                 |
| Klein Brettschneidern                                     |                             |                            | Sprokinnen                           | Rokingen        |                             |                 |
| Klein Dummern                                             | Klein Ostwalde              |                            | Taurothenen                          | Tauren          | Kroty                       |                 |
| Klein Oszkinnen, 1936–1938: Klein Oschkinnen              | Kleinossen                  |                            | Thalszenten, 1936–1938: Thalschenten | Grünhöhe        | Winogradowo                 |                 |
| Klein Skattegirren                                        | Kleingroschenweide          |                            | Turken                               |                 |                             |                 |
| Klipschen-Rödszen, 1936–1938: Klipschen-Rödschen          | Klipschen                   | Skripatschjowo             | Wersmeninken                         | Angerbrunn      |                             |                 |
| Klischwethen                                              | Klischenfeld                | Kaschino                   | Wittgirren                           | Berginswalde    |                             |                 |

### Pfarrer
In den hundert Jahren des Bestehens der Parochie amtierten an der Kirche Jurgaitschen/Königskirch fünf evangelische Geistliche:
- Hermann Albert Bernhard Herford, 1845–1873
- Richard Otto Rudolf Werner, 1873–1893
- Daniel Justus Görke, 1894–1925
- Emil Franz Theodor Pipirs, 1925–1930
- Kurt Hochleiter, 1930–1945

### Kirchenbücher
Der letzte Pfarrer hielt bis zuletzt Gottesdienstfeiern aufrecht. Im November 1944 wurde das Kirchspiel geräumt und damit musste auch Pfarrer Hochleiter den Ort verlassen. Seiner Tochter gelang es, die Kirchenbücher mitzunehmen und sie vor der Vernichtung zu retten. Sie werden heute im Evangelischen Zentralarchiv in Berlin-Kreuzberg aufbewahrt:
- Taufen: 1845 bis 1944
- Trauungen: 1845 bis 1944
- Begräbnisse: 1845 bis 1944
- Konfirmationen: 1905 bis 1944
- Kommunikanten: 1900 bis 1914.

Außerdem sind Namenslisten der Getauften (1873 bis 1898 und 1915 bis 1942) und Getrauten (1876 bis 1912) vorhanden, ebenso Listen der Gefallenen (1914 bis 1918).